# Худолей, Вениамин Викторович
Вениамин Викторович Худолей (6 октября 1945 года, Кёнигсберг — 14 апреля 2007 года, Санкт-Петербург) — крупный специалист в области онкологии и экологии, доктор медицинских наук (1983), профессор, академик РАЕН, заведующий отделом экологической онкологии Института онкологии им. Н. Н. Петрова, организатор и директор Центра независимой экологической экспертизы СПб НЦ РАН. Президент (1996—1998) и вице-президент (1998— 2002) Международной федерации экслибриса (FISAE), председатель Санкт-Петербургского клуба экслибрисистов и любителей графики, один из крупнейших коллекционеров экслибрисов в России.

## Биография
Родился в 1945 году Кёнигсберге. Поступил в Каунасский медицинский институт, а затем перевёлся в Первый Ленинградский медицинский институт, который окончил в 1969 году.
С 1969 года работал в НИИ онкологии имени Н. Н. Петрова. В 1972 году защитил кандидатскую диссертацию, а в 1983 году защитил докторскую диссертацию «Разработка и применение экспресс-систем биотестирования химических канцерогенов среды на низших позвоночных животных и бактериях». В 1979–1980 годы работал в Международном агентстве изучения рака во Франции, в 1988 году работал приглашенным профессором в Александрийском университете в Египте, в 1991 году стажировался в Смитсоновском институте и Агентстве по охране окружающей среды  в США.
С 1991 года руководил лабораторией генетической токсикологии и экологии НИИ онкологии, с 2000 года — заведующий отделом экологической онкологии и онкофармакологии.
С 1994 года одновременно с работой в НИИ онкологии возглавлял Центр независимой экологической экспертизы РАН. 
В. В. Худолей — основоположник нового научного направления — экологической онкологии. Он определил её цели, задачи, содержание и внёс крупный вклад в её развитие. Предложил новые тестерные и индикационные модели для биомониторинга канцерогенных загрязнений биосферы, выявил ряд новых канцерогенов в окружающей среде, установил общебиологические закономерности опухолевого роста, выдвинул оригинальные положения о филогенетическом пороге чувствительности к опухолям и опухолеродным воздействиям, а также об опухоли как адаптивной атавистической реакции на воздействия канцерогенов окружающей среды.
Автор более 400 научных публикаций, в том числе 16 монографий. Являлся членом редколлегий журналов «Экологическая генетика», «Экспериментальная онкология», Current Toxicology, Herpethology, Journal Pathology and Oncology Research.
Скончался в Санкт-Петербурге 13 апреля 2007 года. Похоронен на Богословском кладбище Санкт-Петербурга. На камне, который установлен на его могиле, нет никаких регалий,только одна надпись: «Ars longa vita brevis».

## Коллекционирование экслибрисов
Вениамин Худолей являлся председателем Санкт-Петербургского клуба экслибрисистов и любителей графики и председателем Санкт-Петербургского совета библиофилов, членом библиофильского объединения «Бироновы конюшни», членом правления Российской Ассоциации библиофилов.
С 1992 года начал публиковать статьи в Санкт-Петербургском издании «Газета для коллекционеров Миниатюра» — частной газете Сергея Петрова. После отъезда в 1979 году Виктора Шапиля за рубеж возглавил Ленинградское общество экслибрисистов.
В 1998 году стал инициатором, организатором и президентом XXVII Всемирного конгресса экслибриса в Санкт-Петербурге, впервые проводившегося в России. Всего организовал более 90 выставок экслибриса и графики малых форм в России и за рубежом.
Написал свыше 200 статей об экслибрисе и книжной графике, опубликованных в отечественных и зарубежных изданиях. Автор 6 монографий по искусству. Основатель и первый главный редактор «Российского экслибрисного журнала». Являлся членом редколлегий альманаха «Невский библиофил», журнала International Bookplates, газеты «Миниатюра».
Собрание Худолея включает более 36 тысяч знаков следующей тематики: «Книжные знаки семьи Романовых», «Геральдический знак», «Книжные знаки российского дворянства», «Экслибрис серебряного века», «Зарубежный современный художественный экслибрис», «Эротика в экслибрисе», «Медицина в экслибрисе». Библиотека Худолея насчитывала 9 тысяч книг.

## Избранные труды
Книги по медицине
- Худолей В. В. Химические факторы, вызывающие рак : (справочник). Санкт-Петербург : Русско-Балтийский информационный центр «Блиц», 1993.
- Киселев А. В., Худолей В. В. Отравленные города / А. В. Киселев, В. В. Худолей. — М. : GREENPEACE, 1997.
- Худолей В. В., Зубарев С. В. Состояние и прогноз здоровья населения Санкт-Петербурга в изменяющихся экологических условиях. Рос. акад. наук, Санкт-Петербург. науч. центр, Центр независим. экол. экспертизы. — СПб. : НИИ химии СПбГУ, 1998.
- Худолей В. В. Канцерогены: характеристики, закономерности, механизмы действия / В. В. Худолей. — СПб. : НИИХ СПбГУ, 1999.

Книги по коллекционированию
- «Эротика в экслибрисе» (1994),
- «Серебряный век русского экслибриса» (1998),
- «Книжные знаки и семья Романовых» (2003),
- «История Ленинградского общества экслибрисистов» (2005).

Статьи
- Худолей В. В. О Международной выставке-конкурсе экслибриса, посвященной 300-летию Санкт-Петербурга / В. В. Худолей // Российский экслибрисный журнал. - Вып. 1. - 2004. - С. 93-96.
- Ленинградское общество экслибрисистов и его роль в развитии отечественного книжного знака / В. В. Худолей, А. Н. Михайлов // Российский экслибрисный журнал. - Вып. 2. - 2005. - С. 18-35.

## Почётные звания и членства
- Академик Российской академии естественных наук,
- Член Петербургского и Московского общества онкологов,
- Член объединённого научного совета «Экология и природные ресурсы» СПбНЦ РАН,
- Вице-президент Санкт-Петербургского отделения Вавиловского общества генетиков и селекционеров,
- Член европейской и американской ассоциаций исследователей рака,
- Член европейского мутагенного общества,
- Член Международной академии информатизации,
- Член Совета библиофилов Санкт-Петербурга,
- Член Американской (Бостонской) академии наук и искусств,
- Член AIC — Международной ассоциации искусствоведов.
- Действительный член Нью-Йоркской академии наук.

Стипендиат государственной научной стипендии «Выдающиеся ученые России» (1994 и 1997).

В 1995 году Американский биографический институт назвал В. В. Худолея «Человеком года».

## Награды
- Лауреат премии имени У. Г. Иваска «За вклад в исследования в области книжного знака»,
- Лауреат премии FISAE/UNESKO им. Дж. Мантеро — «За пропаганду искусства экслибриса»,
- Серебряная медаль имени И. П. Павлова «За развитие медицины и здравоохранения»,
- Почётный знак РАЕН «За заслуги в развитии науки».
- Медаль «За выдающийся вклад в развитие коллекционного дела в России» —  за статьи по коллекционированию экслибрисов[12].

## Семья
Дочь — Кира Худолей (1968 г.р.), режиссёр, сценарист, продюсер, хранитель наследия своего отца.

## Память
В 1996 году, к 50-летию коллекционера, выпущена настольная медаль из серии «Выдающиеся коллекционеры»: «Вениамин Худолей. 50 лет. Exlibris».
Коллекция экслибрисной пушкинианы (около 300 книжных знаков) ещё при жизни В. В. Худолея была передана в дар Музею-квартире А.С. Пушкина на Мойке к 200-летнему юбилею великого поэта.
В 2009 году был издан сборник воспоминаний о Вениамине Худолее «Искренне Ваш ВХ». Своими воспоминаниями поделились коллеги учёного по Институту онкологии им. профессора Н. Н. Петрова, Санкт-Петербургскому научному центру РАН, Гринпис России, а также художники, коллекционеры и просто друзья — все те, кому посчастливилось знать и общаться с этим удивительным человеком.